# Gran Premi de Sud-àfrica del 1974
Resultats del Gran Premi de Sud-àfrica de Fórmula 1 de la temporada 1974, disputat al circuit de Kyalami el 30 de març del 1974.

## Resultats
| Pos | No | Pilot                | Equip               | Voltes | Temps/ Retirada         | Pos. de sortida | Punts |
| --- | -- | -------------------- | ------------------- | ------ | ----------------------- | --------------- | ----- |
| 1   | 7  | Carlos Reutemann     | Brabham - Ford      | 78     | 1h 42' 40. 96           | 4               | 9     |
| 2   | 14 | Jean Pierre Beltoise | BRM                 | 78     | + 33.94 s               | 11              | 6     |
| 3   | 33 | Mike Hailwood        | McLaren - Ford      | 78     | + 42.16 s               | 12              | 4     |
| 4   | 4  | Patrick Depailler    | Tyrrell - Ford      | 78     | + 44.19 s               | 15              | 3     |
| 5   | 9  | Hans Joachim Stuck   | March - Ford        | 78     | + 46.23 s               | 7               | 2     |
| 6   | 20 | Arturo Merzario      | Iso Marlboro - Ford | 78     | + 56.04 s               | 3               | 1     |
| 7   | 5  | Emerson Fittipaldi   | McLaren - Ford      | 78     | + 1' 08.39 min.         | 5               |       |
| 8   | 3  | Jody Scheckter       | Tyrrell - Ford      | 78     | + 1' 10.54 min.         | 8               |       |
| 9   | 6  | Denny Hulme          | McLaren - Ford      | 77     | + 1 Volta               | 9               |       |
| 10  | 10 | Vittorio Brambilla   | March - Ford        | 77     | + 1 Volta               | 19              |       |
| 11  | 18 | Carlos Pace          | Surtees - Ford      | 77     | + 1 Volta               | 2               |       |
| 12  | 26 | Graham Hill          | Lola - Ford         | 77     | + 1 Volta               | 18              |       |
| 13  | 29 | Ian Scheckter        | Lotus - Ford        | 76     | + 2 Voltes              | 22              |       |
| 14  | 32 | Eddie Keizan         | Tyrrell - Ford      | 76     | + 2 Voltes              | 24              |       |
| 15  | 37 | François Migault     | BRM                 | 75     | + 3 Voltes              | 25              |       |
| 16  | 12 | Niki Lauda           | Ferrari             | 74     | Encesa                  | 1               |       |
| 17  | 8  | Richard Robarts      | Brabham - Ford      | 74     | + 4 Voltes              | 23              |       |
| 18  | 15 | Henri Pescarolo      | BRM                 | 72     | + 6 Voltes              | 21              |       |
| 19  | 23 | Dave Charlton        | McLaren - Ford      | 71     | + 7 Voltes              | 20              |       |
| Ret | 11 | Clay Regazzoni       | Ferrari             | 65     | Pressió de l'oli        | 6               |       |
| Ret | 28 | John Watson          | Brabham - Ford      | 54     | Prob. sistema del comb. | 13              |       |
| Ret | 2  | Jacky Ickx           | Lotus - Ford        | 31     | Frens                   | 10              |       |
| Ret | 24 | James Hunt           | Hesketh - Ford      | 13     | Transmissió             | 14              |       |
| Ret | 19 | Jochen Mass          | Surtees - Ford      | 11     | Suspensions             | 17              |       |
| Ret | 30 | Paddy Driver         | Lotus - Ford        | 6      | Embragatge              | 26              |       |
| Ret | 1  | Ronnie Peterson      | Lotus - Ford        | 2      | Col·lisió               | 16              |       |
| Ret | 21 | Tom Belsø            | Iso Marlboro - Ford | 0      | Embragatge              | 27              |       |

## Altres
- Pole: Niki Lauda 1' 16. 58

- Volta ràpida: Carlos Reutemann 1' 18. 16 (a la volta 58).
- Peter Revson va morir en un accident als entrenaments pel GP.[1]